# Lispe aurocochlearia
Lispe aurocochlearia är en tvåvingeart som beskrevs av Seguy 1950. Lispe aurocochlearia ingår i släktet Lispe och familjen husflugor.
Artens utbredningsområde är Niger. Inga underarter finns listade i Catalogue of Life.